# 敬德塔
敬德塔位于陕西省西安市鄠邑区东南25公里紫阁岭沟内的宝林寺遗址，又称宝林寺塔，1957年被列为第二批陕西省文物保护单位，2013年被列为第七批全国重点文物保护单位。
宝林寺始建于唐贞观年间，毁于清同治元年（1862年）陕甘回乱，现仅存塔。塔为楼阁式砖塔，实心，平面呈方形，底边长2.8米，共七层，高17米。1988年在塔身第五层发现一石刻塔铭，证实现存塔为北宋元祐七年（1092年）所建。